# 孙炎
孙炎（？—？），字叔然，三国魏乐安（今山东省广饶县）人，著名的经学家、训诂学家。郑玄弟子，人称东州大儒。曾反驳经学家王肃，维护郑玄学说。其著作《尔雅音义》一书较早使用反切音。被征辟为秘书监不去就任，为《尔雅》、《周易》、《春秋例》、《毛诗》、《春秋三传》、《国语》作注。